# 圆明园站
圆明园站是一个位于中国北京市海淀区青龙桥街道清华西路正觉寺南侧，属于北京地铁4号线的地铁车站，因其北侧临近圆明园遗址公园而得名。本站于2009年9月28日随4号线开通正式投入运营。

## 位置
圆明园站位于圆明园遗址公园南门西南侧，正觉寺门前，南邻北京大学，车站沿清华西路呈大致东西向布置。

## 车站设计

### 车站楼层
圆明园车站是地下二层车站，岛式站台设计，地下一层是互通式整体站厅，地下二层是站台层。
| 地面层          | 地面                                      | A-D出入口                                                            |
| 地下一层 站厅层 | 站厅                                      | 问询/票务服务、自动售票机、自动查询机 一卡通充值、自动取款机、警务室 |
| 地下二层 站台层 |                                           | █ 4号线往安河桥北（西苑）                                            |
| 地下二层 站台层 | 岛式站台，左侧開门                        |                                                                      |
| 地下二层 站台层 | █ 4号线往天宫院（大兴线）（北京大学东门） |                                                                      |

### 站厅
圆明园站站厅位于地下一层，付费区布置于站厅北部。本站的客务中心及进站闸机位于站厅中南部（正对C口通道），出站闸机位于站厅西北部和东北部。

### 站台
圆明园站设有1个岛式站台，位于清华西路地底。站台中央设有通往站厅层的直梯，楼梯及上行扶梯则位于站台两端。本站的公共卫生间位于站台西端。

### 出入口
圆明园站共有三个出站口：A西北口、B东北口、C东南口。东北口离圆明园遗址公园正门最近。各出入口均设有指示牌显示出入口周边的建筑物及设施列表。
|                       |          | |      |                |
| 编号                  | 指示     | 建议前往的目的地 | 照片 | 无障碍设施图片 |
| 出口 · A              | 清华西路 | 清华西路（北侧）、北京101中学、颐和园路东口、青龙桥、福缘门                                                            |      | 不適用         |
| 出口 · B              | 清华西路 | 清华西路（北侧）、圆明园遗址公园、清华大学、清华大学西门、曙光科技园、圆明园派出所                                     |      | 不適用         |
| 出口 · C · 升降机标志 | 清华西路 | 清华西路（南侧）、北京大学、北京大学西门、北京大学教育基金会、北京大学医院、北大科技园、北大博雅国际酒店、华腾科技大厦 |      |                |
| 註： 設有             |          | |      |                |

### 装饰
圆明园站是4号线的重点站，装修风格体现紧邻的圆明园遗址公园地区特色，站厅北侧墙壁上装饰圆明园内大水法遗迹的石材浮雕作为文化墙，浮雕上标注有圆明园历史上建园、烧园、毁园三个纪年以及圆明园四十景内容介绍。站台立柱上装饰残缺状墙砖。
- 站台立柱上装饰“破碎残缺”状墙砖（2009年10月摄）
- 站台立柱上装饰（2016年3月摄）

## 接驳交通
距本站最近的公交站为圆明园南门站，位于本站B口东侧、圆明园南门南侧。

## 外部連結
- 圆明园站（页面存档备份，存于）－北京地铁官方网站
- 圆明园站（页面存档备份，存于）－京港地铁官方网站